# 密西西比州州旗
密西西比州州旗稱呼為新木蘭旗，在2020年11月3日公投通過為新州旗，並於2021年1月11日由州長簽署確立州旗的地位。上一面州旗于1894年启用（2001年作最新修改），曾是唯一含有美利坚联盟国战旗的美国州旗；受拆除历史争议人物雕像浪潮影响，2020年6月28日州参议院通过决议停用旗帜，并以建州二百周年纪念旗暂时代替，直到公投結束。

## 密西西比州旗誓词
州旗誓词：
|    | I salute the flag of Mississippi and the sovereign state for which it stands with pride in her history and achievements and with confidence in her future under the guidance of Almighty God. |
| —— | |

|  | 我向密西西比州旗，以及在全能的上帝之下，她用历史和成就自豪地代表着、用未来自信地代表着的主权州，致敬。 |

## 1861年州旗

美丽蓝旗， 亦称之为邦尼蓝旗；旗中央绘有一颗白星的蓝旗

木兰旗，1861年到1865年使用

美国内战开始前不久的1861年1月9日，密西西比州从联邦分裂时，杰克逊的密西西比州旧议会大厦上升起了一面邦尼蓝旗（Bonnie Blue Flag，旗中央绘有一颗白星的蓝旗），作为独立的象征。1月26日，密西西比州正式采纳了新州旗，旗左上角为邦尼蓝旗，中间为木兰，称为木兰旗，使用至1894年。

## 2001年州旗公投

2001年设想的密西西比州旗

2000年，密西西比高等法院判决1906年的法律已经废除了1894年州旗，因此只能通过习惯和日常使用来判定州旗。州长罗尼·穆斯格罗夫（Ronnie Musgrove）组织了一个独立委员会拟定新州旗方案，2001年4月17日面向全州公民进行更换州旗公投。新方案将左上角的联盟国战旗更换为蓝底上的20颗星，外圈13颗星代表十三州殖民地，内圈6颗星表示曾拥有密西西比地区主权的六个国家（不同的印第安人视为一个国家、法国、西班牙、英国、美国和美利坚联盟国），中间的大星表示密西西比州。20颗星还表示密西西比州是第二十个加入美国的州份。但是这面新旗在公投中以35：65的比例落选，原旗得以继续使用。

## 2020年换旗

1894年-2020年的密西西比州旗

2020年，一名非裔美国人乔治弗洛伊德在警方执法中丧生，随即引发了世界范围的示威；示威中，一些人破坏、拆除了一些涉及南方邦联、种族主义或奴隶制的雕像。在这种背景下，美南浸信会、密西西比大学和沃尔玛都出来表态，國家大學體育協會和东南联盟还表示将停止在南方标志“非常显眼”的州举办赛事；这些组织以各种方式向密西西比州施压，要求更换州旗。6月28日，密西西比州众议院以91比23票，州参议院以37比14票的结果，通过了《1796号法案》。6月30日，州长泰特·里夫斯签署此法案，宣布“我们需要一面新的旗帜”。
6月30日，在美國國會地鐵里，在参议员羅傑·威克的监督下，工作人员将旧旗帜取下，并换上建州200周年纪念旗。
|                  |                  |                  |
| 州旗 (1894–1996) | 州旗 (1996–2001) | 州旗 (2001–2020) |

### 建议旗帜
《1796号法案》提及了新旗帜的要求：必须提及“In God We Trust”，不能包含南方标志。
带有州玺的200周年纪念旗是一个方案。另外，由劳林·斯坦尼斯设计的20星旗也是一个方案；这个方案中，中间的大星星代表密西西比州，其他19颗星星代表在密西西比州之前加入联邦的19个州，两侧的红条代表了密西西比军民为“追求大众的自由与正义”而洒下的鲜血。密西西比大学再次拿出了1998年的倡议，建议“恢复真正的州旗”，也就是“木兰旗”。相比起1861年的木兰旗，这个方案去掉了左边、上边和下边的红色边缘。

密西西比州建州200周年纪念旗
劳林·斯滕尼斯于2014年的设计
密西西比大学的方案
2020年州旗更换建议方案当中“密西西比大河旗”
2020年州旗更换建议方案当中“新木兰旗”（最終入選州旗）